# Psychosocial
För den medicinska termen, se psykosocial.
Psychosocial är den andra singeln från albumet All Hope Is Gone av det amerikanska metalbandet Slipknot.
Singeln släpptes den 7 juli 2008, och är soundtrack till filmen Punisher: War Zone.
Musikvideon till låten var filmad på "Sound Farm studios" i Jamaica, Iowa den 30 juni 2008. Videon var regisserad av Paul Brown.

## Medverkande
- (#0) Sid Wilson – DJ
- (#1) Joey Jordison – Trummor
- (#2) Paul Gray – Elbas
- (#3) Chris Fehn – Slagverk, bakgrundssång
- (#4) James Root – Gitarr
- (#5) Craig Jones – Sampling
- (#6) Shawn Crahan – Slagverk, bakgrundssång
- (#7) Mick Thomson – Gitarr
- (#8) Corey Taylor – Sång
- Dave Fortman – Producent
- Colin Richardson – Mixer